# Campionati sloveni di sci alpino 2012
I Campionati sloveni di sci alpino 2012 si sono svolti a Petzen (in Austria) e a Rogla dal 21 al 25 marzo. Il programma includeva gare di discesa libera, supergigante, slalom gigante, slalom speciale e supercombinata, tutte sia maschili sia femminili, ma le discese libere sono state annullate.
Trattandosi di competizioni valide anche ai fini del punteggio FIS, vi hanno partecipato anche sciatori di altre federazioni, senza che questo consentisse loro di concorrere al titolo nazionale sloveno.

## Risultati

### Uomini

#### Discesa libera
La gara, originariamente in programma il 20 marzo a Kope/Ribnica, è stata annullata.

#### Supergigante
| Pos. | Atleta         | Nazione  | Tempo   |
| ---- | -------------- | -------- | ------- |
| 1    | Klemen Kosi    | Slovenia | 1:16,78 |
| 2    | Boštjan Kline  | Slovenia | 1:16,87 |
| 3    | Andrej Šporn   | Slovenia | 1:17,02 |
| 4    | Martin Čater   | Slovenia | 1:17,40 |
| 5    | Gašper Markič  | Slovenia | 1:17,60 |
| 6    | Klaus Brandner | Germania | 1:17,83 |
| 7    | Miha Hrobat    | Slovenia | 1:17,85 |
| 7    | Klemen Krejac  | Slovenia | 1:17,85 |
| 9    | Andrej Križaj  | Slovenia | 1:18,02 |
| 10   | Janez Jazbec   | Slovenia | 1:18,23 |
| 10   | Blaž Ogorelc   | Slovenia | 1:18,23 |

Data: 21 marzo

Località: Petzen

1ª manche:

Ore: 

Pista: 

Partenza: 

Arrivo: 

Dislivello: 

Tracciatore:

#### Slalom gigante
| Pos. | Atleta               | Nazione     | Tempo   |
| ---- | -------------------- | ----------- | ------- |
| 1    | Matic Skube          | Slovenia    | 2:17,18 |
| 2    | Janez Jazbec         | Slovenia    | 2:17,74 |
| 3    | Klemen Kosi          | Slovenia    | 2:17,75 |
| 4    | Mišel Žerak          | Slovenia    | 2:17,92 |
| 5    | Tilen Debelak        | Slovenia    | 2:18,11 |
| 6    | Žan Kranjec          | Slovenia    | 2:18,25 |
| 7    | David Herzog         | Austria     | 2:18,28 |
| 8    | Christopher Neumayer | Austria     | 2:18,52 |
| 9    | Dave Ryding          | Regno Unito | 2:18,74 |
| 10   | Maarten Meiners      | Paesi Bassi | 2:18,86 |

Data: 23 marzo

Località: Petzen

1ª manche:

Ore: 

Pista: 

Partenza: 

Arrivo: 

Dislivello: 

Tracciatore:
2ª manche:

Ore: 

Pista: 

Partenza: 

Arrivo: 

Dislivello: 

Tracciatore:

#### Slalom speciale
| Pos. | Atleta                | Nazione     | Tempo   |
| ---- | --------------------- | ----------- | ------- |
| 1    | Dave Ryding           | Regno Unito | 1:19,59 |
| 2    | Dalibor Šamšal        | Croazia     | 1:20,13 |
| 3    | Matic Skube           | Slovenia    | 1:20,45 |
| 4    | Miha Kuerner          | Slovenia    | 1:20,75 |
| 5    | Matej Vidović         | Croazia     | 1:21,15 |
| 6    | Klemen Kosi           | Slovenia    | 1:21,18 |
| 7    | Natko Zrnčić-Dim      | Croazia     | 1:21,20 |
| 8    | Filip Zubčić          | Croazia     | 1:21,26 |
| 9    | Žan Grošelj           | Slovenia    | 1:21,27 |
| 10   | Thomas Krautschneider | Austria     | 1:21,43 |

Data: 25 marzo

Località: Rogla

1ª manche:

Ore: 

Pista: 

Partenza: 

Arrivo: 

Dislivello: 

Tracciatore:
2ª manche:

Ore: 

Pista: 

Partenza: 

Arrivo: 

Dislivello: 

Tracciatore:

#### Supercombinata
| Pos. | Atleta          | Nazione     | Tempo   |
| ---- | --------------- | ----------- | ------- |
| 1    | Klemen Kosi     | Slovenia    | 1:54,29 |
| 2    | Žan Kranjec     | Slovenia    | 1:55,16 |
| 3    | Janez Jazbec    | Slovenia    | 1:55,19 |
| 4    | Miha Kuerner    | Slovenia    | 1:55,33 |
| 5    | Martin Čater    | Slovenia    | 1:55,60 |
| 6    | Miha Hrobat     | Slovenia    | 1:55,64 |
| 7    | Žan Grošelj     | Slovenia    | 1:55,84 |
| 8    | Maarten Meiners | Paesi Bassi | 1:55,81 |
| 9    | Tomaž Sovič     | Slovenia    | 1:55,83 |
| 10   | Klaus Brandner  | Germania    | 1:55,96 |

Data: 22 marzo

Località: Petzen

1ª manche:

Ore: 

Pista: 

Partenza: 

Arrivo: 

Dislivello: 

Tracciatore:
2ª manche:

Ore: 

Pista: 

Partenza: 

Arrivo: 

Dislivello: 

Tracciatore:

### Donne

#### Discesa libera
La gara, originariamente in programma il 20 marzo a Kope/Ribnica, è stata annullata.

#### Supergigante
| Pos. | Atleta                  | Nazione     | Tempo   |
| ---- | ----------------------- | ----------- | ------- |
| 1    | Ana Kobal               | Slovenia    | 1:21,98 |
| 2    | Katja Horvat            | Slovenia    | 1:22,53 |
| 3    | Klara Livk              | Slovenia    | 1:22,61 |
| 4    | Ana Bucik               | Slovenia    | 1:22,74 |
| 5    | Maryna Gąsienica-Daniel | Polonia     | 1:22,89 |
| 6    | Nina Žnidar             | Slovenia    | 1:23,08 |
| 7    | Marija Škanova          | Bielorussia | 1:23,37 |
| 8    | Saša Tršinski           | Croazia     | 1:23,38 |
| 9    | Nina-Katarina Kermavner | Slovenia    | 1:23,40 |
| 10   | Arianna Stocco          | Italia      | 1:23,70 |

Data: 21 marzo

Località: Petzen

1ª manche:

Ore: 

Pista: 

Partenza: 

Arrivo: 

Dislivello: 

Tracciatore:

#### Slalom gigante
| Pos. | Atleta                | Nazione    | Tempo   |
| ---- | --------------------- | ---------- | ------- |
| 1    | Tina Maze             | Slovenia   | 2:16,90 |
| 2    | Katarina Lavtar       | Slovenia   | 2:17,13 |
| 3    | Ula Hafner            | Slovenia   | 2:17,54 |
| 4    | Ilka Štuhec           | Slovenia   | 2:17,67 |
| 5    | Mateja Robnik         | Slovenia   | 2:18,36 |
| 6    | Barbara Kantorová     | Slovacchia | 2:18,37 |
| 7    | Ana Drev              | Slovenia   | 2:18,40 |
| 8    | Maruša Ferk           | Slovenia   | 2:18,87 |
| 9    | Katja Jazbec          | Slovenia   | 2:19,06 |
| 10   | Cornelia Tiefenbacher | Austria    | 2:19,16 |

Data: 24 marzo

Località: Petzen

1ª manche:

Ore: 

Pista: 

Partenza: 

Arrivo: 

Dislivello: 

Tracciatore:
2ª manche:

Ore: 

Pista: 

Partenza: 

Arrivo: 

Dislivello: 

Tracciatore:

#### Slalom speciale
| Pos. | Atleta            | Nazione    | Tempo   |
| ---- | ----------------- | ---------- | ------- |
| 1    | Nevena Ignjatović | Serbia     | 1:26,38 |
| 2    | Ilka Štuhec       | Slovenia   | 1:26,63 |
| 3    | Mateja Robnik     | Slovenia   | 1:26,67 |
| 4    | Ana Drev          | Slovenia   | 1:26,84 |
| 5    | Ula Hafner        | Slovenia   | 1:26,95 |
| 6    | Katja Jazbec      | Slovenia   | 1:27,04 |
| 7    | Katarina Lavtar   | Slovenia   | 1:27,06 |
| 8    | Tina Robnik       | Slovenia   | 1:28,58 |
| 9    | Ana Bucik         | Slovenia   | 1:28,71 |
| 10   | Barbara Kantorová | Slovacchia | 1:28,74 |

Data: 25 marzo

Località: Rogla

1ª manche:

Ore: 

Pista: 

Partenza: 

Arrivo: 

Dislivello: 

Tracciatore:
2ª manche:

Ore: 

Pista: 

Partenza: 

Arrivo: 

Dislivello: 

Tracciatore:

#### Supercombinata
| Pos. | Atleta          | Nazione     | Tempo   |
| ---- | --------------- | ----------- | ------- |
| 1    | Ilka Štuhec     | Slovenia    | 2:00,01 |
| 2    | Maruša Ferk     | Slovenia    | 2:00,33 |
| 3    | Ana Bucik       | Slovenia    | 2:01,05 |
| 4    | Ana Kobal       | Slovenia    | 2:01,18 |
| 5    | Ula Hafner      | Slovenia    | 2:01,36 |
| 6    | Vanja Brodnik   | Slovenia    | 2:01,63 |
| 7    | Aleksandra Kluś | Polonia     | 2:02,00 |
| 8    | Katja Horvat    | Slovenia    | 2:03,02 |
| 9    | Geertje Derksen | Paesi Bassi | 2:03,16 |
| 10   | Nina Žnidar     | Slovenia    | 2:03,89 |

Data: 22 marzo

Località: Petzen

1ª manche:

Ore: 

Pista: 

Partenza: 

Arrivo: 

Dislivello: 

Tracciatore:
2ª manche:

Ore: 

Pista: 

Partenza: 

Arrivo: 

Dislivello: 

Tracciatore: